# Пушкино (Можайский городской округ)
Пушкино — деревня в Можайском районе Московской области в составе сельского поселения Спутник. Численность постоянного населения по Всероссийской переписи 2010 года — 58 человек. До 2006 года Пушкино входило в состав Кожуховского сельского округа. В деревне действует храм Успения Пресвятой Богородицы 1766 года постройки, сильно перестроенной в конце 19 века.
Деревня расположена в центральной части района, примерно в 7 км к востоку от Можайска, с южной стороны автотрассы М1 Беларусь, у истоков безымянного правого притока реки Исьма, высота центра над уровнем моря 198 м. Ближайшие населённые пункты — Михайловское в 3 км на юго-запад и деревня Шаликово в 3 км на северо-восток.
В октябре 1941 года была захвачена немецкими войсками. Освобождена днём 15 января 1942 года частями 82-й мотострелковой дивизии.

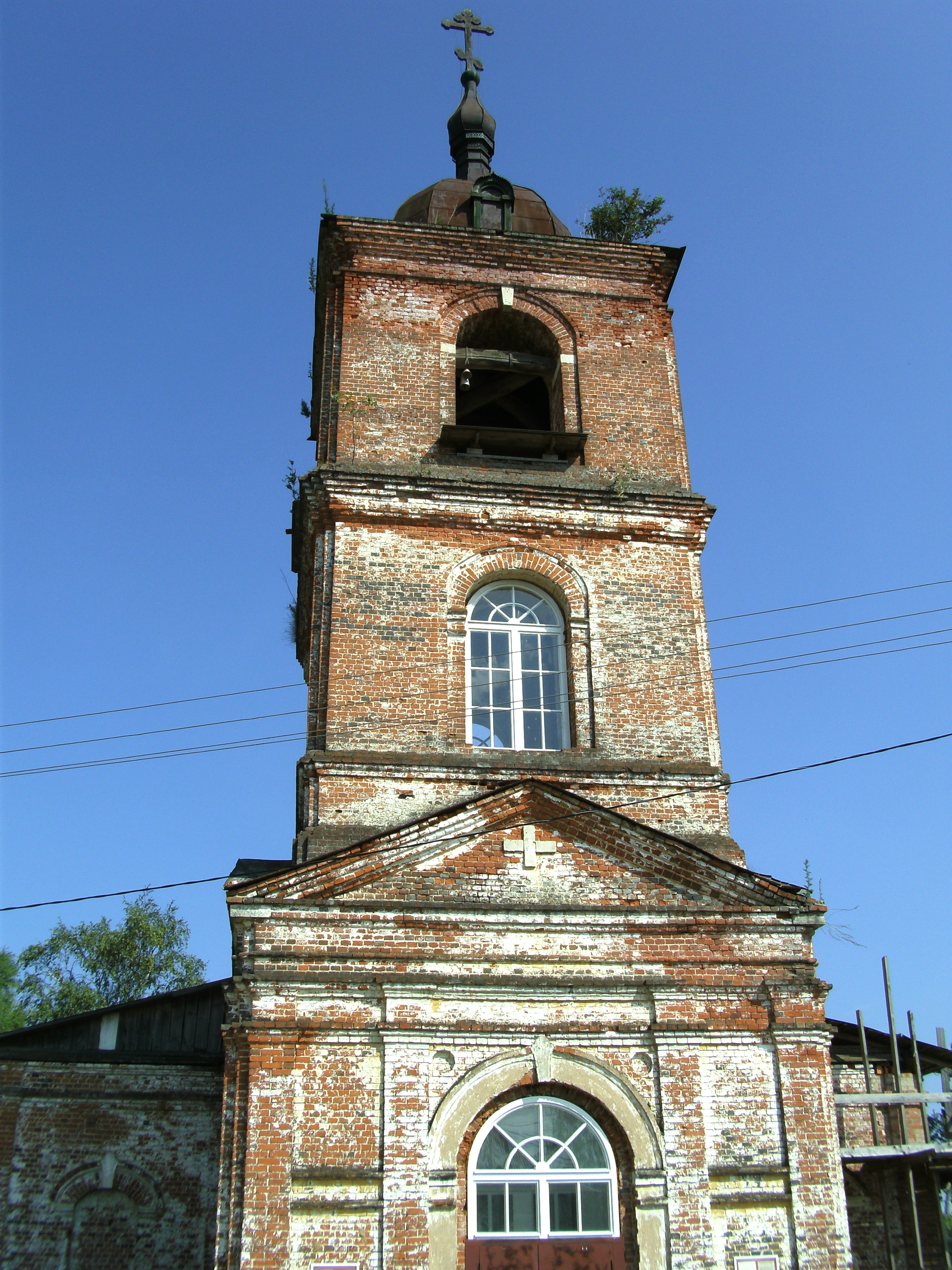
Храм Успения Пресвятой Богородицы (1766)
Информационная табличка на храме